# Thân vương quốc Turov
Thân vương quốc Turov, còn gọi là Thân vương quốc Turov và Pinsk (tiếng Belarus: Турава-Пінскае княства, tiếng Nga: Турово-Пинское княжество, tiếng Ukraina: Турово-Пінське князівство) hoặc Rus' Turov, là một thân vương quốc Đông Slav thời trung cổ và một phân vùng quan trọng của Kiev Rus' từ thế kỷ 10 trên lãnh thổ của miền nam Belarus và miền bắc Ukraina hiện nay. Các thân vương của Turov thường sẽ giữ vai trò Đại vương công của Rus đầu thế kỷ 10-11. Thủ đô của thân vương quốc là Turov (nay được gọi là Turaŭ) và các thành phố quan trọng khác là Pinsk, Mazyr, Slutsk, Lutsk, Berestia, và Volodymyr.
Cho đến thế kỷ 12, thân vương quốc này có mối quan hệ rất mật thiết với các thân vương quốc Kiev và Volyn. Sau đó trong một thời gian ngắn cho đến khi Mông Cổ xâm lược, Turov được hưởng quyền tự trị rộng rãi khi được sáp nhập vào Vương quốc Galicia–Volyn. Vào thế kỷ 14, khu vực trở thành một phần của Đại công quốc Litva, Ruthenia và Samogitia.

## Lịch sử
Thân vương quốc Turov có nguồn gốc chủ yếu từ bộ lạc Dregovich và một phần bộ lạc Drevlia. Mặc dù hoàn cảnh thành lập không được biết rõ ràng, nhưng Thân vương quốc theo như được đề cập trong Biên niên sử chính yếu thì đã tồn tại vào năm 980. Theo truyền thuyết, thị trấn Turaŭ được thành lập vào khoảng năm 950 (lần đầu tiên được đề cập vào năm 980) bởi Thân vương Varangia Tur, anh trai của Rogvolod (thân vương đầu tiên của Polatsk trong biên niên sử).
Trong thời kỳ của Vladimir Vĩ đại (980-1015), thành phố Turov và vùng lân cận trở thành một phần của Kiev Rus'. Khoảng năm 988, Vladimir bổ nhiệm con trai 8 tuổi của mình là Sviatopolk làm knyaz của Turov . Sau đó, Vladimir bỏ tù Sviatopolk vì âm mưu nổi loạn. Không lâu trước khi Vladimir qua đời, Sviatopolk được trả tự do và sau cái chết của Vladimir, ông giữ hiệu Đại vương công của Rus.

### Izyaslavichi
Trong một loạt ba trận chiến trong khoảng thời gian 1016-1018, Yaroslav Thông thái lật đổ em trai mình Svyatopolk, và trở thành Đại vương công của Kiev Rus'. Khoảng năm 1042 hoặc 1043, Yaroslav để con trai cả Izyaslav của mình kết hôn với em gái của Quốc vương Ba Lan Kazimierz I và bổ nhiệm Izyaslav làm knyaz của Turov và Pinsk. Năm 1054, Izyaslav trở thành Đại vương công Rus, có một triều đại đầy biến động.
Năm 1078 sau cái chết của Izyaslav, em trai của Isyaslav là Vsevolod làm Đại vương công mới. Ông bổ nhiệm con trai cả của Izyaslav là Yaropolk Izyaslavich làm knyaz của cả Volyn và Turov. Năm 1084, những người cai trị Galicia (Halychyna) láng giềng là Rostislavichi cố gắng chiếm một phần lãnh địa của Yaropolk. Tuy nhiên, Yaropolk và con trai của Vsevolod là Vladimir Monomakh đánh bại quân xâm lược. Yaropolk nổi dậy trong một thời gian ngắn chống lại Đại vương công Vsevolod, nhưng được phục vị và bị sát hại vào năm 1087 (có thể là do người Rostislavichi).

### Phản đối Vladimir Monomakh
Thân vương quốc Turov được chuyển cho em trai ông là Sviatopolk II, người từng quản lý vùng đất Novgorod. Khi Sviatopolk trở thành Đại vương công của Rus, ông đã truyền lại thân vương quốc Turov cho cháu trai mình là con trai của Yaropolk Vyacheslav. Sau đó, Svyatopolk đã trao Volodymyr-Volynskyi và Brest lần lượt cho các con trai của ông là Yaroslav và Mstislav. Đại vương công Svyatopolk cũng cố gắng chinh phục Rostislvichi nổi loạn, những người tự lập vững mạnh tại vùng đất Halych. Tuy nhiên, những nỗ lực của anh ấy khá thất bại. Năm 1100, Thân vương quốc Turov được chuyển giao cho Yaroslav Svyatopolkovich, người này cai trị cả hai vùng đất Turov và Volyn. Trong một cuộc xung đột khác giữa Thân vương Turov và Đại vương công Rus đã khiến lãnh địa của Yaroslav bị diệt trừ vào năm 1118. Vùng đất Turov sau đó được chuyển cho một người con trai khác của Svyatopolk Bryachislav, trong khi Volyn được trao cho một con trai của Vladimir Monomakh Roman.
Hội đồng Liubech năm 1097 đã sửa đổi hệ thống rota để cho Thân vương quốc trở thành vùng đất gia sản.

### Khôi phục
Sau cái chết của Bryachislav Vladimir, Monomakh đã trao thân vương quốc Turov cho Vyacheslav của mình, người này giữ lãnh địa cho đến giữa thế kỷ 12. Vào khoảng những năm 1150, Turov thuộc về các hậu duệ của Yuri Dolgoruki Andrei và Boris. Cuối cùng vào năm 1162, Thân vương quốc được Yuri Dolgoruki trao lại cho một trong những hậu duệ của Izyaslav là Yury Yaroslavich, cháu trai của Svyatopolk II của Kiev, người này đã giành được độc lập hoàn toàn từ Kiev Rus'. Tuy nhiên, cùng lúc đó Thân vương quốc ngày càng bị chia rẽ giữa nhiều người con trai của Yury. Thân vương quốc Pinsk bán độc lập được thành lập. Cùng với Thân vương quốc Smolensk, quân đội Turau đã tham gia Trận sông Kalka năm 1223.

### Suy sụp
Vào đầu thế kỷ 13, Thân vương quốc Turov trở thành lãnh địa phụ thuộc của Vương quốc Galicia–Volyn. Để giải phóng bản thân, các thân vương của Turov ngày càng hợp tác nhiều hơn với Đại công quốc Litva. Vào đầu thế kỷ 14, Thân vương quốc gia nhập Đại công quốc Litva một cách phi bạo lực. Vào thời điểm đó con trai của Gediminas là Hleb Narymunt đã là người cai trị Pinsk, trong khi Turov và Haradok vẫn do dòng Rurik cai trị. Sau đó, lãnh thổ của Thân vương quốc trở thành một phần của các tỉnh Brest Litovsk, Nowogródek và Minsk.

## Khu vực của thân vương quốc
- Thân vương quốc Turov (thế kỷ 10-14)
- Thân vương quốc Pinsk (thế kỷ 12-16)
- Thân vương quốc Kletsk (thế kỷ 12-15)
- Thân vương quốc Slutsk-Kopyl (thế kỷ 12-16)
- Thân vương quốc Dubrovytsia (thế kỷ 12-13)

## Thủ lĩnh

### Thân vương Turov
- Sviatopolk I Accursed (980-1019)

Izyalavichi
- Izyaslav I Yaroslavich (khoảng 1045-1078)
- Yaropolk Petr Izyaslavich(1078–1087)
- Sviatopolk II Mikhail Izyaslavich (1087–1094)
- Vyacheslav Yaropolkovich (1094-1104/1105|5)

Monomakh (của Smolensk)
- Vyacheslav Monomakhovich (1125–1132)
- Izyaslav II Monomakhovich (1133–1134)
- Vyacheslav Monomakhovich (1134–1141)
- Vyacheslav Monomakhovich (1142–1146)

Dolgoruky
- Andrei I Yuryevich (1150–1151)
- Borys I (1155–1157)

Yuryevichi (Izyaslavichi's branch)
- Yuri Yaroslavovich (1157–1167)
- Ivan Yuryevich (1167–1190)
- Gleb (1190–1195)
- Ivan Yuryevich (1195–1207)
- Rostislav Glebovich (1207–1228)
- Yuri Volodymyrovich (?-1292)
- Dmitry Yuryevich (1292-)
- Danila Dmitrovich (?-trước 1366)

### Thân vương Pinsk
Yuryevichi (nhánh Izyaslavichi)
- Yaroslav Yurievich (-1184-)
- Volodimir Glebovich (-1228-)
- Rostislav Volodimirovich (-1242-)
- Fiodor Volodimirovich (-1262-)
- Yuri Volodimirovich (-1292)
- Demid Volodimirovich (1292-đến 1292)
- Yaroslav Yurievich (to 1292-)
- Yuri Dimitrovich
- Gediminas (1320- ?)
- Narymunt Gleb (1340–1348)
- Mikhail Glebovich Narymuntovich (1348-?)
- Vasili Mikhailovich Narymuntovich (thế kỷ 14)
- Yuri Nos Vasilievich Narymuntovich (trước 1398- sau 1410)
- Yuri Semenovich (trước 1440-sau 1471)
- Maria Olelkovich (1471–1501)
- Vasili Olelkovich (1480–1495)
- Fiodor Ivanovich Yaroslavich (1501–1521)

### Thân vương Kletsk
Yuryevichi (nhánh Izyaslavichi)
- Wiaczesław Jarosławicz (1127- ?)
- Michał Zygmuntowicz (1442–1452)

### Thân vương Slutsk-Kopyl
- Yaroslav Iziaslavovich ? (1148)
- Sviatoslav Olegovich (1148–1162
- Volodimir Mstislavovich (1162–1164) ?
- Volodimir Olgierdovich (1395–1398)
- Aleksandr Olelko (1398–1454)
- Michail Olelkovich (1454-1470/1481)
- Simeon I Olelkovich (1481–1505)
- Yuri I Olelkovich (1505–1542)
- Simeon II Olelkovich (1542–1560)
- Yuri II Olelkovich (1560–1572)
- Yuri III Olelkovich (1572–1586)

### Thân vương Dubrovytsia
- Ivan Yurievich (1166–1182) ?
- Gleb Yurievich (1182–1190)
- Aleksandr Glebovich (1190–1223)